# اکسید تکنسیم (VII)
اکسید تکنسیم(VII) (به انگلیسی: Technetium(VII) oxide) با فرمول شیمیایی Tc۲O۷ یک ترکیب شیمیایی است. شکل ظاهری این ترکیب، جامد زرد است.